# Raúl Fernández (motocyklový závodník)
Raúl Fernández González (* 23. října 2000 Madrid) je španělský motocyklový závodník aktuálně závodící za americký tým Trackhouse Racing v mistrovství světa silničních motocyklů. Jeho mladší bratr Adrián Fernández je také motocyklovým závodníkem. V roce 2018 se stal šampionem juniorského mistrovství světa FIM CEV Moto3.

## Kariéra

### Začátky
Fernández se v roce 2015 zúčastnil Red Bull MotoGP Rookies Cupu a v nováčkovské sezóně obsadil 3. místo v Brně, 2. místo v Misanu a 2. místo v Aragonii, přičemž sezónu zakončil na 7. místě celkového pořadí se 121 body. V roce 2016 pokračoval v Red Bull MotoGP Rookies Cupu tentokrát šestkrát skončil na stupních vítězů (dvakrát 1., třikrát 2. a jednou 3.), vyhrál dva závody v Assenu (oba z pole position) a celkově sezonu zakončil na 3. místě. V roce 2018 se stal juniorským mistrem světa FIM CEV Moto3.

### Mistrovství světa silničních motocyklů - Moto3

#### MH6 Team (2016)
V posledním závodě mistrovství světa silničních motocyklů Moto3 2016 Fernández debutoval ve Valencii jako náhradník za zraněnou Maríu Herreru a získal mistrovské body za 11. místo.

#### Aspar Team (2017-2019)
V roce 2017 Fernández za tým Mahindra Aspar třikrát startoval na divokou kartu, v Jerezu skončil 25., v Assenu odstoupil a v Německu obsadil 22. místo.
V roce 2018 se opět zúčastnil čtyř podniků s divokou kartou za tým Aspar, tentokrát na motocyklech KTM používaných týmem Aspar. Desátým místem v Barceloně, devátým místem v Německu, sedmnáctým místem v Aragonii a třináctým místem ve Valencii vylepšil své výsledky z předchozí sezóny a vysloužil si plnohodnotné místo pro následující rok.
Ve svém prvním kompletním roce v Moto3 měl Fernández slušnou sezónu, když desetkrát skončil na bodech, šestkrát se umístil v první desítce, přičemž jeho maximem v sezóně bylo 5. místo v Německu. Sezonu 2019 zakončil na 21. místě v pořadí šampionátu se ziskem 60 bodů.

#### Red Bull KTM Ajo (2020)
Díky dobrým výkonům dostal Fernández od týmu Red Bull KTM Ajo smlouvu na sezónu 2020, v níž se v průběhu roku neustále zlepšoval. Během sezóny získal šest pole position (Česko, Rakousko, Misano, Aragón, Valencie a Portimao), dvě třetí místa v Aragónu a Valencii a vyhrál Velkou cenu Evropy a Velkou cenu Portugalska. Sezónu zakončil na 4. místě v pořadí šampionátu se 159 body, od 1. místa ho dělilo pouhých 15 bodů.

### Mistrovství světa silničních motocyklů - Moto2

#### Red Bull KTM Ajo (2021)
Fernández postoupil do Moto2, ale zůstal v týmu Red Bull KTM Ajo a zažil nejlepší nováčkovskou sezónu v Moto2, v níž překonal několik rekordů Marca Márqueze. Vyhrál osm závodů (Portugalsko, Francie, Nizozemsko, Rakousko, Aragón, Rimini, USA a Valencie), měl sedm pole position, dvanáctkrát stál na stupních vítězů, jen třikrát skončil mimo první sedmičku (Německo, Velká Británie, Misano) a skončil druhý v pořadí, jen 4 body od týmového kolegy Remyho Gardnera, který získal titul.

### Mistrovství světa silničních motocyklů - MotoGP

#### Tech3 KTM Factory Racing (2022)
V srpnu 2021 bylo oznámeno, že Fernández i Gardner postoupí do MotoGP a v sezoně 2022 budou jezdit za tým Red Bull KTM Tech3. Fernández se stal teprve třetím jezdcem, který postoupil do MotoGP po jediné sezóně v Moto2, po Mavericku Viñalesovi a Joanu Mirovi.

#### RNF MotoGP Team (2023)
V srpnu 2022 podepsal Fernández smlouvu s RNF Racing na rok 2023, kde se stal týmovým kolegou Miguela Oliveiry. Ročník dokončil na 2é. místě celkového pořadí s 51 body.

#### Trackhouse Racing (2024)
Po odchodu týmu RNF Racing z MotoGP se Fernández přesunul do nového týmu v seriálu mistrovství světa Trackhouse Racing.

## Statistiky

### Mistrovství světa juniorů FIM CEV Moto3

#### Závody podle sezóny
| Rok  | Motocykl  | 1        | 2       | 3        | 4        | 5       | 6       | 7       | 8       | 9        | 10       | 11       | 12      | Poz. | Body |
| ---- | --------- | -------- | ------- | -------- | -------- | ------- | ------- | ------- | ------- | -------- | -------- | -------- | ------- | ---- | ---- |
| 2014 | KTM       | JER1     | JER2    | LMS      | ARA      | CAT1    | CAT2    | ALB     | NAV     | ALG      | VAL1 Ret | VAL2 Ret |         | NC   | 0    |
| 2015 | KTM       | ALG      | LMS     | CAT1 13  | CAT2 15  | ARA1    | ARA2    | ALB     | NAV     | JER1 9   | JER2 10  |          |         | 14.  | 35   |
| 2015 | Husqvarna |          |         |          |          |         |         |         |         |          |          | VAL1 6   | VAL2 8  | 14.  | 35   |
| 2016 | Husqvarna | VAL1 Ret | VAL2 6  | LMS 9    | ARA 5    | CAT1 19 | CAT2 6  | ALB 4   | ALG 3   | JER1 3   | JER2 7   | VAL1 2   | VAL2 1  | 3.   | 137  |
| 2017 | Mahindra  | ALB Ret  | LMS DNS | CAT1 Ret | CAT2 Ret | VAL1 9  | VAL2 12 | EST Ret | JER1 23 | JER1 Ret | ARA 24   | VAL1 17  | VAL2 17 | 28.  | 11   |
| 218  | KTM       | EST 2    | VAL1 4  | VAL2 1   | FRA 2    | CAT1 8  | CAT2 4  | ARA 1   | JER1 2  | JER2 5   | ALB 1    | VAL1 3   | VAL2 4  | 1.   | 209  |

### Red Bull MotoGP Rookies Cup

#### Závody podle sezóny
| Rok  | 1       | 2       | 3      | 4      | 5       | 6      | 7      | 8      | 9      | 10       | 11    | 12     | 13     | Poz. | Body |
| ---- | ------- | ------- | ------ | ------ | ------- | ------ | ------ | ------ | ------ | -------- | ----- | ------ | ------ | ---- | ---- |
| 2015 | JER1 16 | JER2 16 | ASS1 9 | ASS2 7 | SAC1 12 | SAC2 4 | BRN1 3 | BRN2 7 | SIL1 4 | SIL2 DNS | MIS 2 | ARA1 2 | ARA2 6 | 7.   | 121  |
| 2016 | JER1 3  | JER2 13 | ASS1 1 | ASS2 1 | SAC1 2  | SAC2 4 | RBR1 5 | RBR2 7 | BRN1 4 | BRN2 2   | MIS 5 | ARA1 7 | ARA2 2 | 3.   | 195  |

### Mistrovství světa silničních motocyklů

#### Podle sezóny
| Sezóna | Třída  | Motocykl | Tým                        | Závodů | Vítězství | Pódií | PP | Nej. kolo | Body | Celkové umístění |
| ------ | ------ | -------- | -------------------------- | ------ | --------- | ----- | -- | --------- | ---- | ---------------- |
| 2016   | Moto3  | KTM      | MH6 Team                   | 1      | 0         | 0     | 0  | 0         | 5    | 32.              |
| 2017   | Moto3  | Mahindra | Aspar Team                 | 3      | 0         | 0     | 0  | 0         | 0    | 40.              |
| 2018   | Moto3  | KTM      | Ángel Nieto Team Moto3     | 3      | 0         | 0     | 0  | 0         | 9    | 28.              |
| 2018   | Moto3  | KTM      | Red Bull KTM Ajo           | 1      | 0         | 0     | 0  | 0         | 7    | 28.              |
| 2019   | Moto3  | KTM      | Aspar Team                 | 19     | 0         | 0     | 0  | 0         | 60   | 21.              |
| 2020   | Moto3  | KTM      | Red Bull KTM Ajo           | 15     | 2         | 4     | 6  | 1         | 159  | 4.               |
| 2021   | Moto2  | Kalex    | Red Bull KTM Ajo           | 18     | 8         | 12    | 7  | 7         | 307  | 2.               |
| 2022   | MotoGP | KTM      | Tech3 KTM Factory Racing   | 18     | 0         | 0     | 0  | 0         | 14   | 22.              |
| 2023   | MotoGP | Aprilia  | CryptoData RNF MotoGP Team | 19     | 0         | 0     | 0  | 0         | 51   | 20.              |
| 2024   | MotoGP | Aprilia  | Trackhouse Racing          | 2      | 0         | 0     | 0  | 0         | 0    |                  |
| Celkem |        |          |                            | 99     | 10        | 16    | 13 | 8         | 612  |                  |

#### Závody podle sezóny
| Sezóna | Třída  | Motocykl | 1       | 2       | 3       | 4       | 5       | 6      | 7       | 8       | 9      | 10      | 11      | 12      | 13      | 14     | 15     | 16      | 17      | 18      | 19      | 20     | 21  | Poz. | Body |
| ------ | ------ | -------- | ------- | ------- | ------- | ------- | ------- | ------ | ------- | ------- | ------ | ------- | ------- | ------- | ------- | ------ | ------ | ------- | ------- | ------- | ------- | ------ | --- | ---- | ---- |
| 2016   | Moto3  | KTM      | QAT     | ARG     | AME     | SPA     | FRA     | ITA    | CAT     | NED     | GER    | AUT     | CZE     | GBR     | RSM     | ARA    | JPN    | AUS     | MAL     | VAL 11  |         |        |     | 32.  | 5    |
| 2017   | Moto3  | Mahindra | QAT     | ARG     | AME     | SPA 25  | FRA     | ITA    | CAT     | NED Ret | GER 22 | CZE     | AUT     | GBR     | RSM     | ARA    | JPN    | AUS     | MAL     | VAL     |         |        |     | 40.  | 0    |
| 2018   | Moto3  | KTM      | QAT     | ARG     | AME     | SPA     | FRA     | ITA    | CAT 10  | NED     | GER 9  | CZE     | AUT     | GBR     | RSM     | ARA 17 | THA    | JPN     | AUS     | MAL     | VAL 13  |        |     | 28.  | 16   |
| 2019   | Moto3  | KTM      | QAT 7   | ARG 15  | AME 7   | SPA Ret | FRA 10  | ITA 11 | CAT Ret | NED Ret | GER 5  | CZE 12  | AUT Ret | GBR 18  | RSM 10  | ARA 21 | THA 9  | JPN 19  | AUS Ret | MAL 14  | VAL Ret |        |     | 21.  | 60   |
| 2020   | Moto3  | KTM      | QAT 10  | SPA 6   | ANC 6   | CZE 6   | AUT 9   | STY 8  | RSM Ret | EMI 6   | CAT 13 | FRA 7   | ARA 3   | TER 12  | EUR 1   | VAL 3  | POR 1  |         |         |         |         |        |     | 4.   | 159  |
| 2021   | Moto2  | Kalex    | QAT 5   | DOH 3   | POR 1   | SPA 5   | FRA 1   | ITA 2  | CAT 2   | GER Ret | NED 1  | STY 7   | AUT 1   | GBR Ret | ARA 1   | RSM 1  | AME 1  | EMI Ret | ALR 2   | VAL 1   |         |        |     | 2.   | 307  |
| 2022   | MotoGP | KTM      | QAT 18  | INA 17  | ARG 16  | AME 19  | POR DNS | SPA WD | FRA Ret | ITA 21  | CAT 15 | GER 12  | NED Ret | GBR 21  | AUT 18  | RSM 13 | ARA 20 | JPN 18  | THA 15  | AUS 16  | MAL 15  | VAL 12 |     | 22.  | 14   |
| 2023   | MotoGP | Aprilia  | POR Ret | ARG 14  | AME Ret | SPA 15  | FRA WD  | ITA 17 | GER 15  | NED 12  | GBR 10 | AUT Ret | CAT Ret | RSM 8   | IND 109 | JPN 9  | INA 13 | AUS 16  | THA 15  | MAL Ret | QAT 17  | VAL 5  |     | 20.  | 51   |
| 2024   | MotoGP | Aprilia  | QAT Ret | POR Ret | AME     | SPA     | FRA     | CAT    | ITA     | KAZ     | NED    | GER     | GBR     | AUT     | CAT     | RSM    | IND    | INA     | JPN     | AUS     | THA     | MAL    | VAL |      |      |